# Strong Persuader
Strong Persuader is het vijfde studioalbum van Robert Cray en het vierde met zijn band. De muziek werd opgenomen in de studio's Sage & Sound en Haywood's (beide in Los Angeles). Bruce Bromberg en Dennis Walker verzorgden de muzikale productie, met Bill Dashiell als geluidstechnicus van dienst. Het werd in november 1986 door Mercury Records uitgebracht.
Drie van de liedjes werden tevens als singles uitgegeven:
- "Smoking Gun"
- "I Guess I Showed Her"
- "Right Next Door (Because of Me)"

Het album was een groot succes; het sloeg ook aan bij liefhebbers van rock- en popmuziek en werd in 1988 bekroond met een Grammy Award. Er werden meer dan een miljoen exemplaren van verkocht en zo leverde het Cray tweemaal een platina plaat op. Het album bereikte de 34ste plaats in het Verenigd Koninkrijk, de dertiende plaats in de Amerikaanse hitlijst, de vijfde plaats in Nieuw-Zeeland en werd een nummer één-hit in Nederland. Muziekblad Rolling Stone zette het op de 42ste plaats in een lijst van de honderd beste albums uit de jaren tachtig.

## Tracklist
| Nr. | Titel                           | Schrijver(s)                                   | Duur |
| --- | ------------------------------- | ---------------------------------------------- | ---- |
| 1.  | Smoking Gun                     | David Amy, Richard Cousins, Robert Cray        | 4:05 |
| 2.  | I Guess I Showed Her            | ?                                              | 3:37 |
| 3.  | Right Next Door (Because of Me) | Dennis Walker                                  | 4:16 |
| 4.  | Nothin' But a Woman             | Peter Boe, Bromberg, Cousins, Cray, Dave Olson | 3:50 |
| 5.  | Still Around                    | ?                                              | 3:44 |

| Nr. | Titel                 | Schrijver(s) | Duur |
| --- | --------------------- | ------------ | ---- |
| 1.  | More than I Can Stand | ?            | 2:57 |
| 2.  | Foul Play             | ?            | 4:08 |
| 3.  | I Wonder              | Cray         | 4:00 |
| 4.  | Fantasized            | ?            | 4:06 |
| 5.  | New Blood             | ?            | 4:20 |

## Musici
- Richard Cousins - basgitaar
- David Olson - drums
- Lee Spath - percussie (A3, B1, B4)
- Andrew Love - tenorsaxofoon

- Peter Boe - toetsen
- Wayne Jackson - trompet, trombone
- Robert Cray - zang, gitaar